# Force Motors
Force Motors Ltd. (ранее — Firodia Tempo Ltd. и Bajaj Tempo Ltd.) — индийский производитель грузовых автомобилей, автобусов и сельскохозяйственной техники. Некоторое время компания входила в структуру Bajaj Auto.
Автобусы малой и средней вместимости изготовляются на базе грузовика T1.
Tempo Excel Commuter — в зависимости от исполнения, городские или междугородные
малые автобусы, длиной 6,7 метров, с количеством сидячих мест от 18 до 32. Двигатель турбодизельный 4-цилиндровый (2,6 л.) 76 л.с.
Citiline School Bus — школьный автобус с 24 сиденьями.

## Галерея

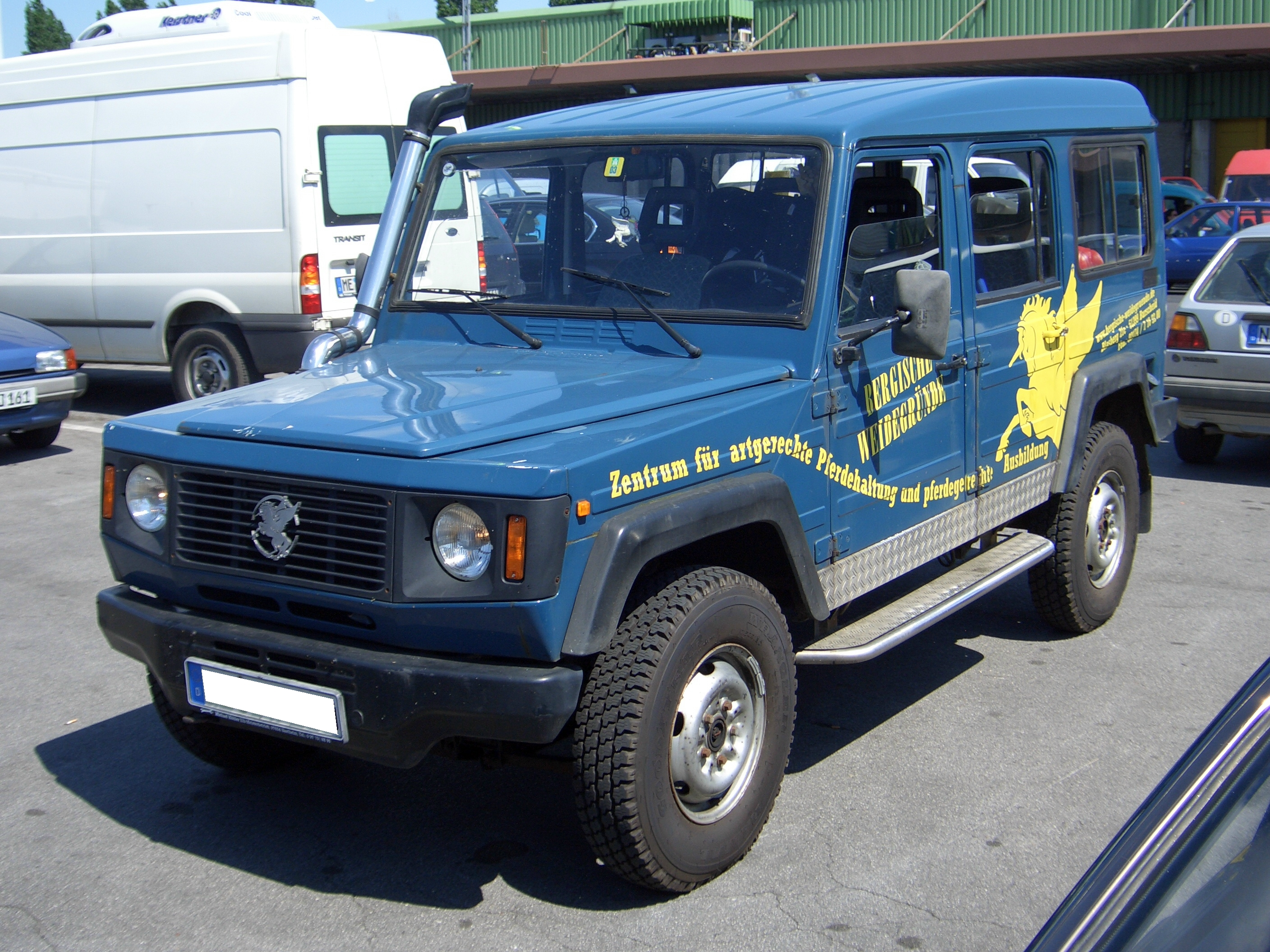
Force Motors Trax Judo
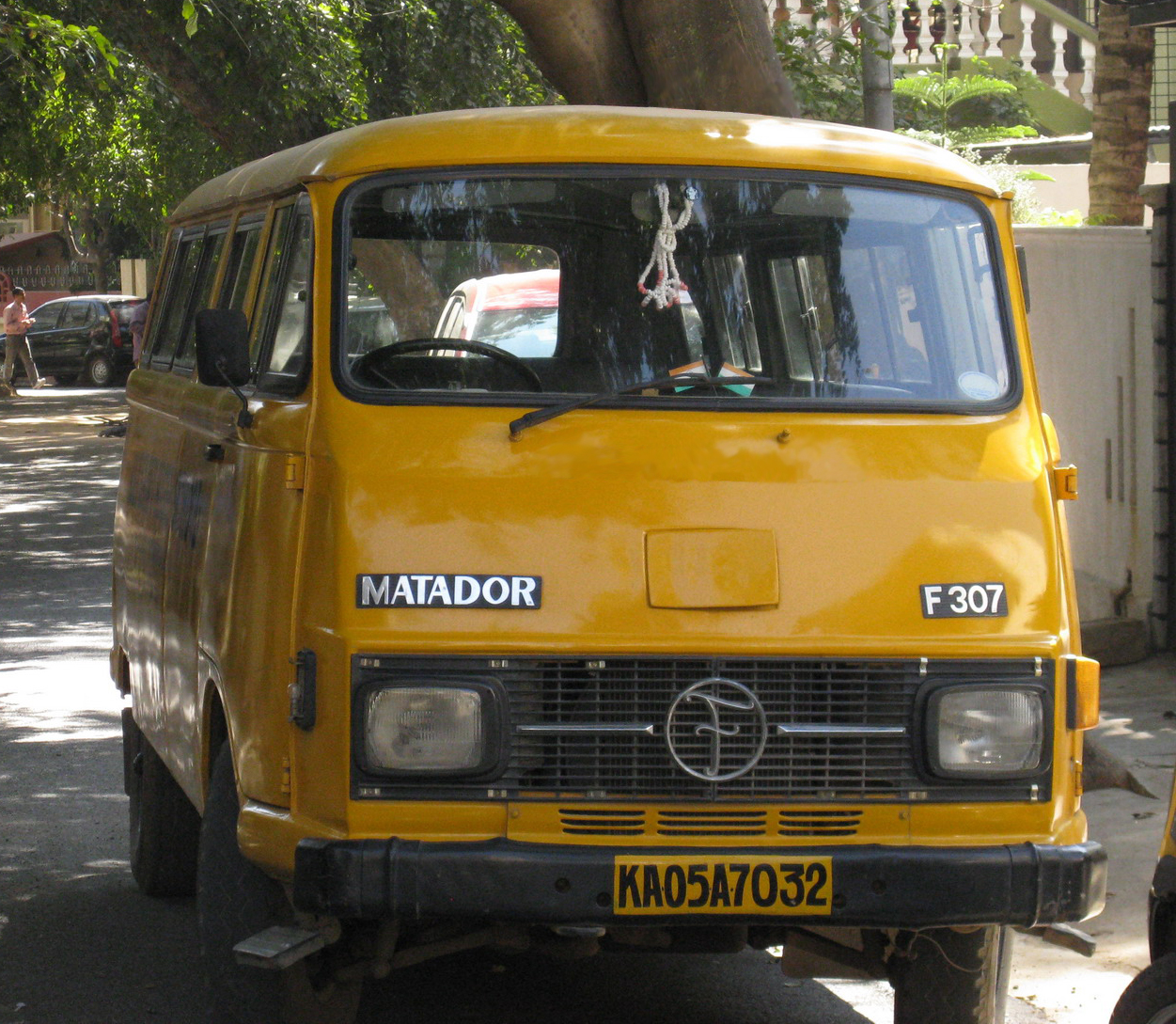
Bajaj Tempo Matador F307
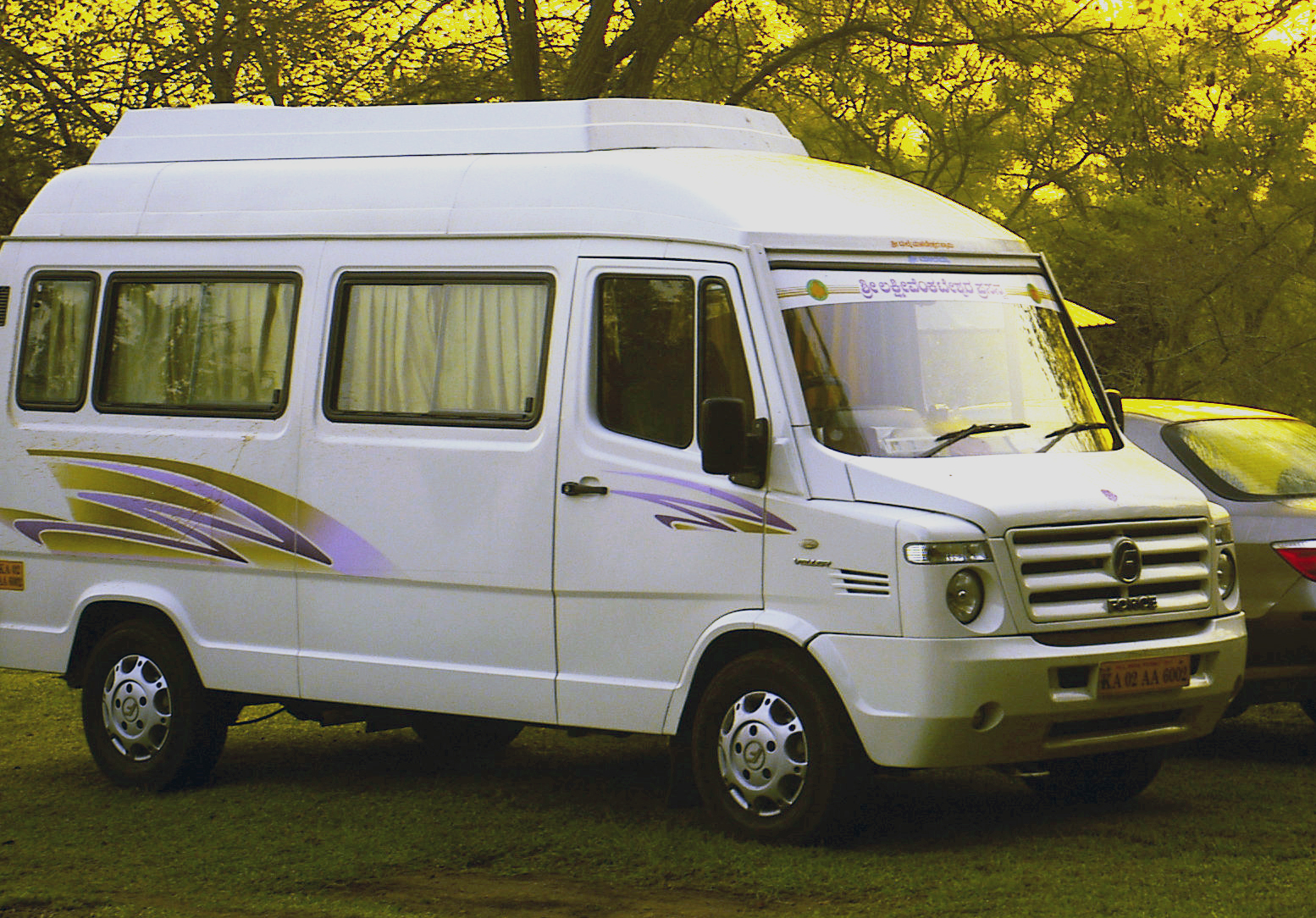
Force Traveller Luxury
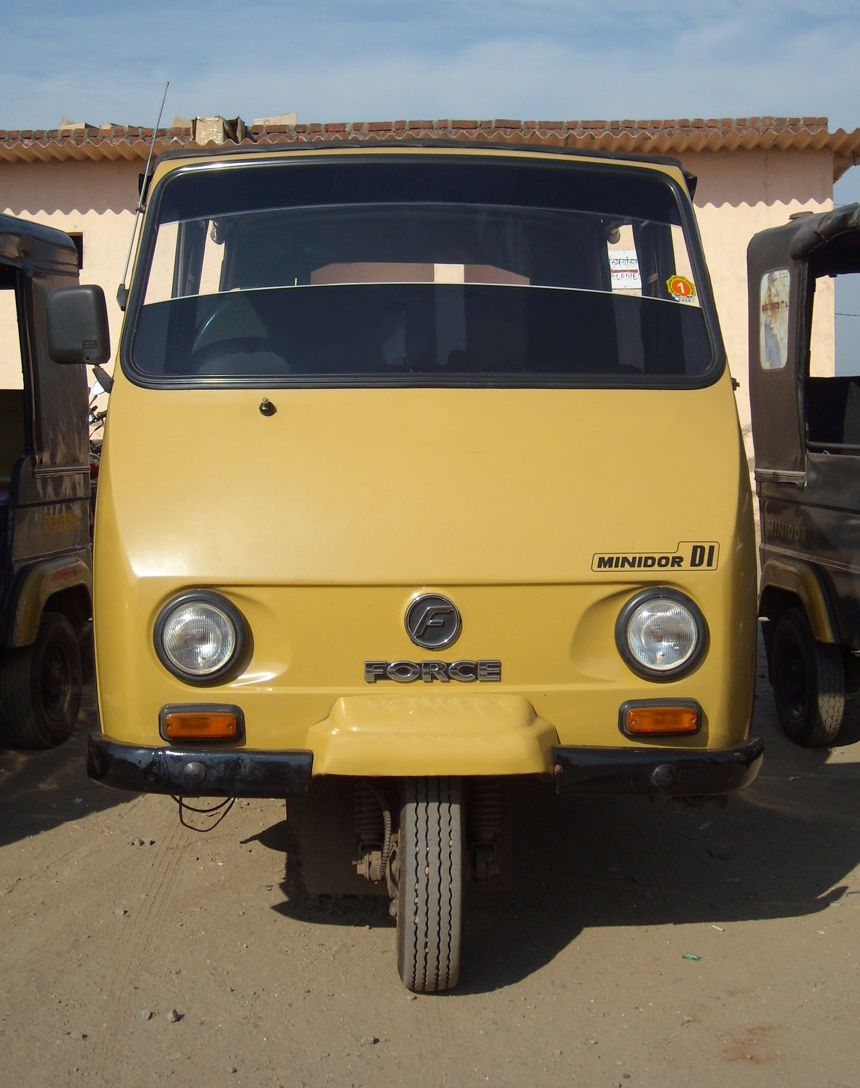
Force Minidor